# Luciana Pieri Palombi
Luciana Pieri Palombi, pseudonimo di Luciana Pierini Paoloni (Cuneo, 2 maggio 1915 – ...), è stata un'attrice italiana, attiva al cinema ma soprattutto in teatro.

## Biografia
Luciana Pieri Palombi è nata nel 1915 in Piemonte. La sua carriera decollò all'inizio degli anni quaranta in teatro, dove, recitando in ruoli da caratterista, donò delle interpretazioni memorabili che la fecero recitare persino a Broadway. Negli anni cinquanta cominciò la sua attività radiofonica, conducendo numerosi programmi.
Attrice frizzante, disinvolta, simpatica e dai tempi comici disarmanti, ebbe modo di crearsi un bagaglio di recitativo pressoché impeccabile nei suoi quasi settant'anni di onorata carriera.